# 屯門大會堂

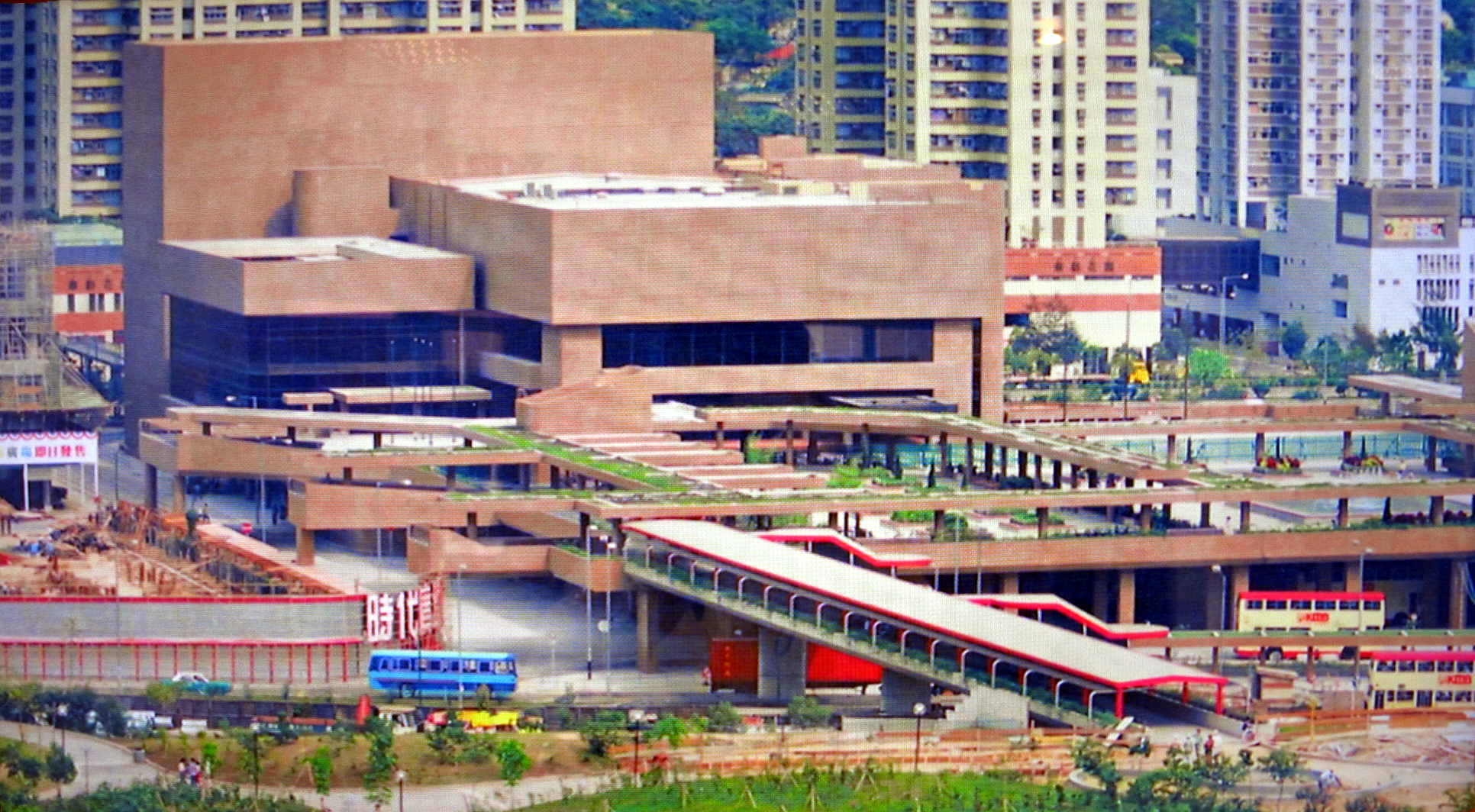
1987年剛落成的屯門大會堂

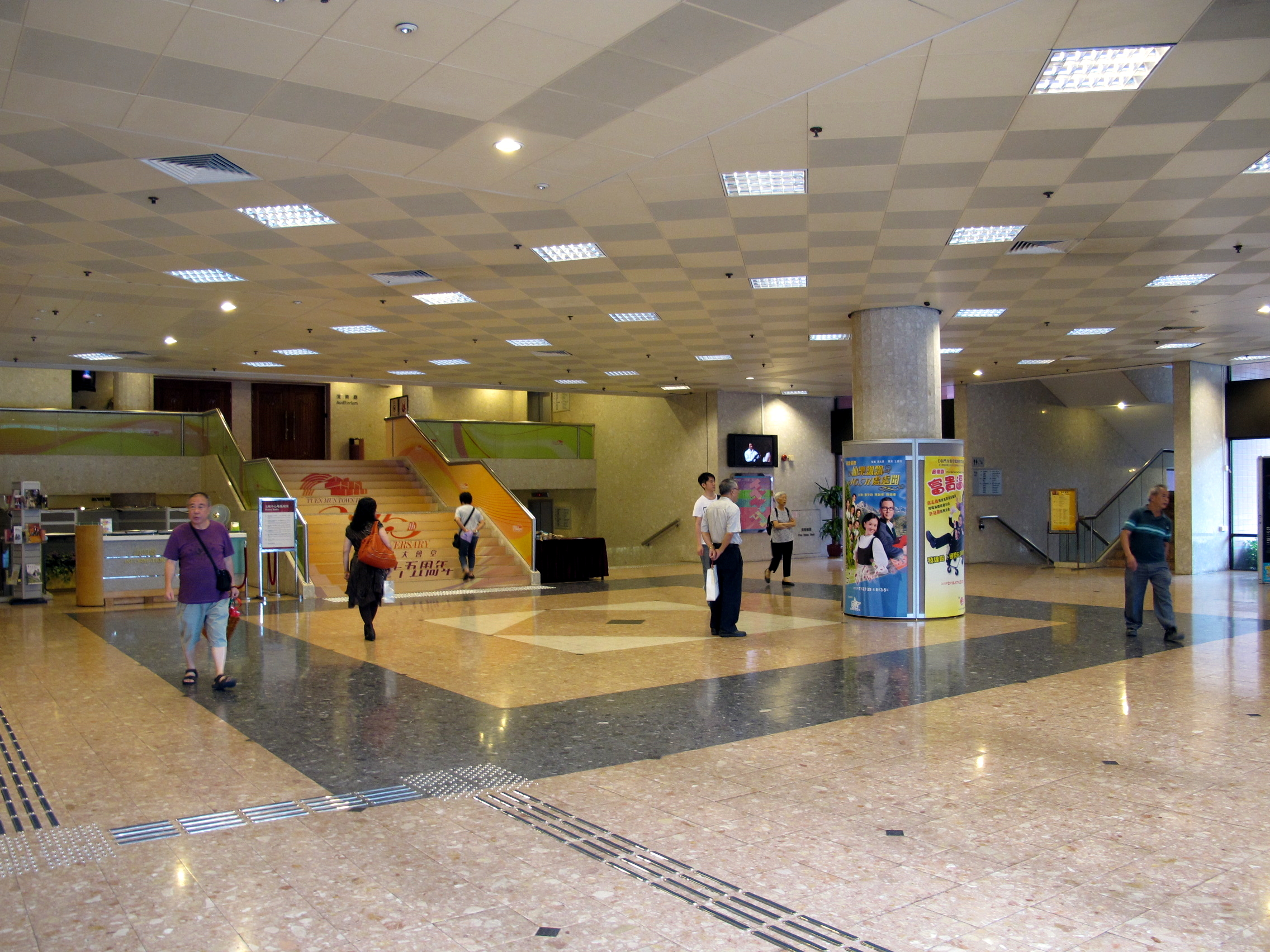
演奏廳入口大堂

屯門大會堂（英語：Tuen Mun Town Hall），位於新界屯門屯喜路3號，是屯門的公共文娛中心，於1987年5月29日落成啟用，建於在青山灣填海地上，並由戴安娜王妃主持開幕典禮。大會堂現由康樂及文化事務署管理，是新界西部的主要文娛中心之一，經常舉辦戲劇、音樂及舞蹈等活動。2001年，大會堂連同屯門文娛廣場和屯門公共圖書館一起進行外牆更換工程，縱使改變了大會堂給人冷冰冰的感覺，但整體上與外牆玻璃格格不入。

## 設施
屯門大會堂的主要部分是樓高四層的演奏廳大樓，設有多用途的演奏廳、文娛廳、展覽廳及五個小型場地（舞蹈室、音樂室、會議室、演講室及練習室）。
主要三個大型場地，包括：
演奏廳
演奏廳是屯門大會堂的主要設施，舞檯面積323平方米，有1372個座位，舞台的兩個側翼各佔地約300平方米。
文娛廳
文娛廳佔地367平方米，最多可安放300張座椅，設有活動座椅級台。
展覽廳
展覽廳佔地385平方米，適合舉行展覽、酒會及講座。

## 事件

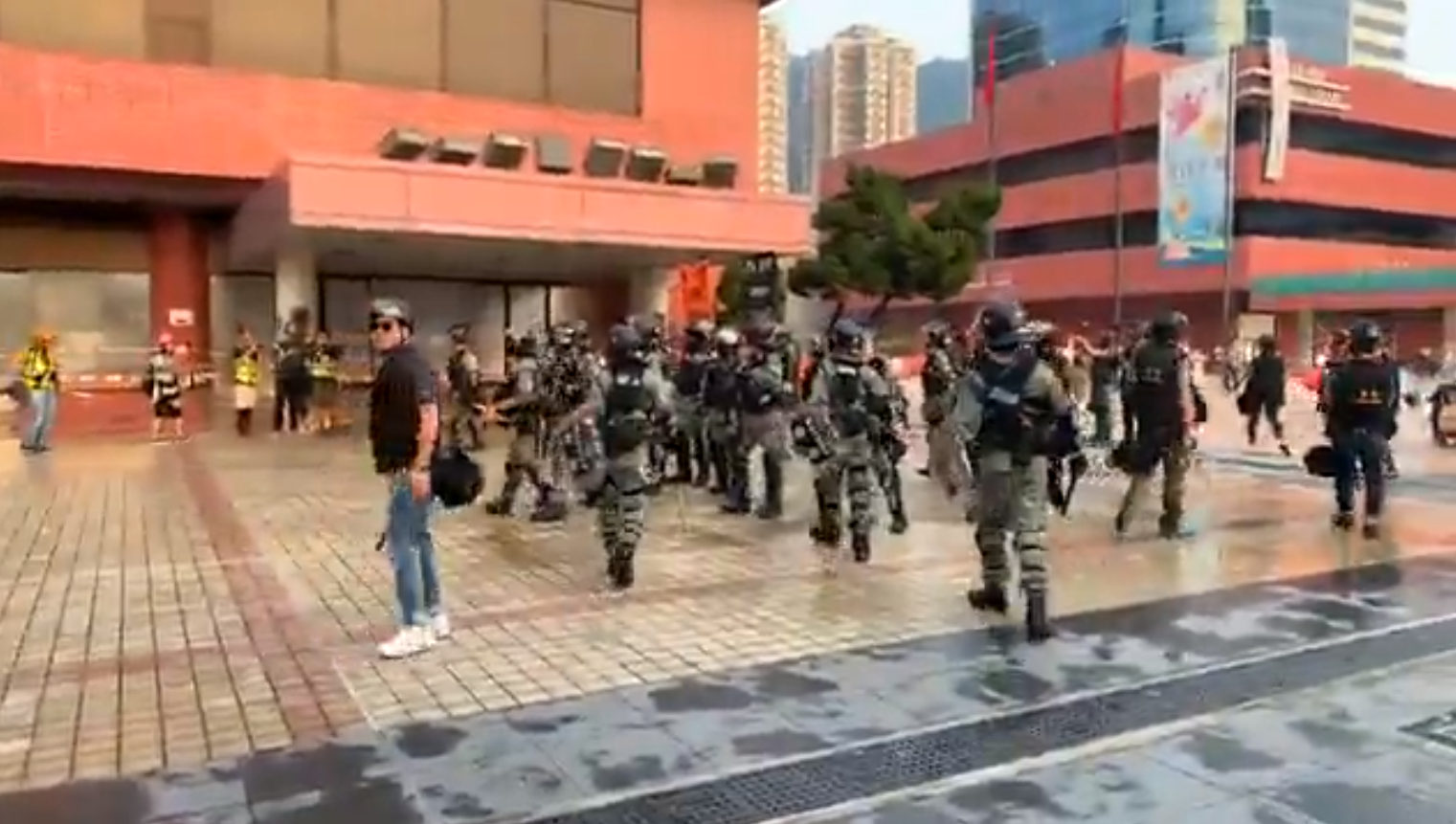
2019年10月13日下午5時許，屯門大會堂平台的防暴警員先後舉橙旗及黑旗警告

2019年10月1日中午12時40分，大批市民在屯門大會堂外的文娛廣場聚集，其中兩人被警員搜查期間引起多人圍觀，最少兩人被拘捕。到下午2時10分，防暴警察突然從大會堂出入口衝出廣場，並施放胡椒噴霧，多人被制服。而示威者不斷向防暴警丟雜物。其後警察帶着被捕人士撤回屯門大會堂。衝突期間有人跪地求饒，有女子被警員掌摑。而無綫新聞記者及攝影師報稱被腐蝕性液體濺中。
最後事件造成9名警員及記者受傷，而大會堂周邊設施被破壞後需要花費120萬維修。案件有3人被控暴動，最後2人裁定非法集結罪脫，罪成的23歲被告被判監禁4年。
2019年10月13日下午5時許，屯門大會堂外的平台繼續有人聚集，防暴警察先後舉橙旗及黑旗警告，並一度衝入屯門時代廣場。現場不斷有人指罵警察，期間有示威者從高處擲物，警方則投擲催淚彈還擊

## 鄰近地點
- 屯門市廣場
- 錦薈坊（錦華花園下層商場）
- 屯門時代廣場
- 華都花園
- 屯門法院
- 屯門栢麗廣場
- 屯門公園
- V city

## 交通

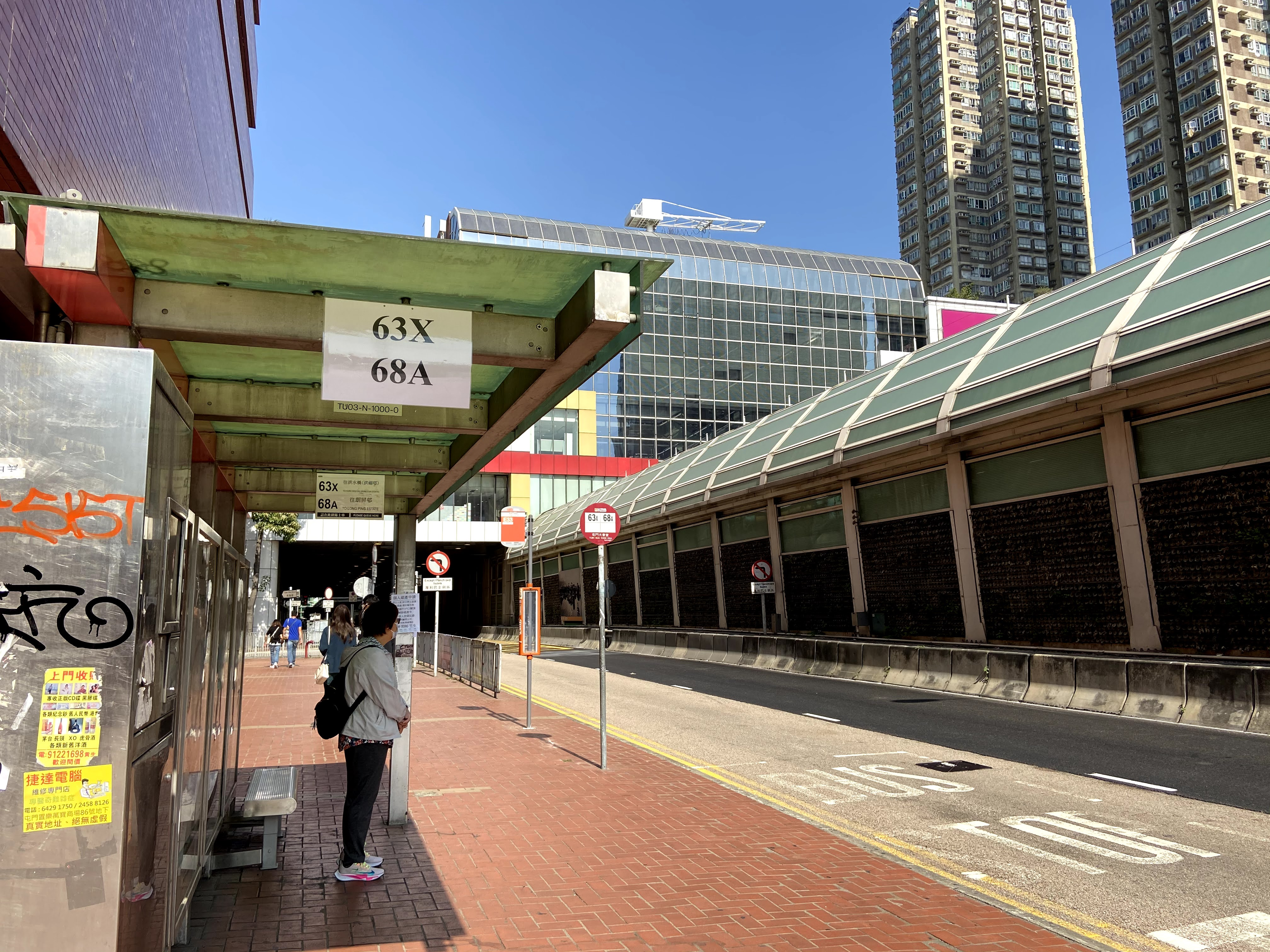
位於屯喜路的屯門大會堂巴士站

屯門文娛廣場地面設屯門市中心公共運輸交匯處，亦設天橋連接及輕鐵市中心站及屯門站。

## 外部連結
- 屯門大會堂 （页面存档备份，存于）

22°23′30″N 113°58′36″E / 22.3917835°N 113.9767655°E